# یافتن آزادی
یافتن آزادی: هری و مگان و تشکیل یک خانواده سلطنتی مدرن (به انگلیسی: Finding Freedom: Harry and Meghan and the Making of A Modern Royal Family) زندگینامه‌ای نوشتهٔ امید اسکوبی و کارولین دوراند است که به موضوع زندگی مشترک دوک و دوشس ساسکس می‌پردازد. این کتاب با کمک منبع سوم یعنی خود دوشس ساسکس نوشته شده‌است و در ۱۱ اوت ۲۰۲۰ توسط انتشارات هارپر کالینز منتشر شد.

## خلاصه
این کتاب به شرح زندگی شاهزاده هری، دوک ساسکس و مگان، دوشس ساسکس می‌پردازد. نحوهٔ آشنایی این زوج، دوران نامزدی، ازدواج و دلایلی که باعث جدایی این زوج از خانواده سلطنتی بریتانیا شد، موضوعاتی است که با جزئیات در کتاب بیان شده‌است. به‌علاوه نکات تاریخی زیادی در کتاب گنجانده شده‌است.

## پس‌زمینه و نگارش
دو ماه پس از مگزیت در ماه مه ۲۰۲۰، انتشارات هارپر کالینز اعلام کرد که کتاب یافتن آزادی به قلم کارولین دوراند و امید اسکوبی را منتشر خواهد کرد. مگزیت ترکیب دو واژهٔ مگان و اگزیت به معنی خروج مگان است که به خروج خانواده ساسکس از سلطنت اشاره دارد. امید اسکوبی، نویسندهٔ ساکن لندن، ویراستار بخش سلطنتی هارپر بازار و از خبرنگارانی است که به‌طور رسمی به پوشش اخبار جوانان سلطنتی می‌پردازد. او دسترسی قدرتمندی به دنیای ساسکس‌ها دارد. کارولین دوراند، تهیه‌کننده و نویسنده‌ای که نزدیک به دو دهه اخبار کاخ‌های باکینگهام، کلارنس هاوس و کنزینگتون را پوشش داده‌است و با برخی از اعضای خانواده سلطنتی مصاحبه داشته‌است.
کتاب به جزئیات اتفاقاتی می‌پردازد که باعث جدایی هری و مگان از خانواده سلطنتی شد و اطلاعات کاملاً جدیدی دربارهٔ زندگی مشترک این زوج را فاش می‌کند. اطلاعات این کتاب بر مبنای گفته‌های بیش از ۱۰۰ منبع است. بنابر توضیحات رسانه‌ها، خانواده ساسکس در نوشتن کتاب یافتن آزادی نقش دارند، اما نمایندگان این زوج در ابتدا این موضوع را انکار کردند. در نوامبر ۲۰۲۰، تیم حقوقی مگان اعتراف کرد که مگان به یکی از دوستان نزدیکش اجازه داده‌است تا با دوراند و اسکوبی ارتباط برقرار کند و اطلاعات مورد تأیید آن‌ها را در اختیار این دو نویسنده قرار دهد. این موضوع تأیید می‌کند که مگان در نوشتن این کتاب نقش داشته‌است.
در ژوئیه ۲۰۲۱، اعلام شد که در تاریخ ۳۱ اوت ۲۰۲۱، فصل‌های جدیدی به کتاب اضافه می‌شود. فصل‌های جدید به مصاحبه جنجالی این زوج با اپرا وینفری، مرگ شاهزاده فیلیپ و کسب‌وکار آن‌ها در قالب موسسه آرچول می‌پردازد. پس از انتشار این کتاب عده ای امید اسکوبی را تهدید کردند که خانه اش را به آتش خواهند کشید.

## انتشار و بازخورد
این کتاب به‌سرعت در فهرست پرفروش‌ترین کتاب‌ها در انگلستان و آمریکا قرار گرفت و بیش از ۳۱۰۰۰ نسخه از آن تنها پس از پنج روز، به فروش رسید. کتاب تاکنون به هفده زبان زندهٔ دنیا ازجمله فارسی ترجمه شده‌است.
نیویورک تایمز در مورد کتاب یافتن آزادی نوشت: «درحالی‌که هدف این کتاب درک چرایی خروج این زوج از خاندان سلطنتی است و به سیاست‌های رسانه‌ای و بروکراسی رقابتی خانواده سلطنتی می‌پردازد، اما در بیان جزئیات نیز موفق عمل کرده‌است. توصیف اتاق نشیمن خصوصی ملکه در کاخ باکینگهام و بیان دلایل اختلاف این زوج با شاهزاده ویلیام و همسرش کیت میدلتون کاملاً خاص است».

## مسائل حقوقی
در اکتبر ۲۰۱۹، گزارش شد که تیم مگان، فرایند شکایت علیه میل آنلاین و میل آن ساندی را به خاطر نقض حریم خصوصی و تخطی از قانون کپی‌رایت در رابطه با انتشار عمومی نامهٔ خصوصی او به پدرش، آغاز کرده‌است. در بخشی از کتاب یافتن آزادی، به این نامه اشاره شده و جزئیات رابطه دوشس با پدرش از کودکی تا بزرگسالی شرح داده شده‌است. در سپتامبر ۲۰۲۰، این روزنامه‌ها با اشاره به انتشار بخش‌هایی از این نامه در کتاب، به دفاع از خود پرداختند و ابراز داشتند دوک و دوشس به صورت قطعی با نویسندگان کتاب یافتن آزادی همکاری داشته‌اند و اجازه داده‌اند تا آنها بخش‌هایی از نامه را به کتاب اضافه کنند.